# Sebastes thompsoni
Sebastes thompsoni är en fiskart som först beskrevs av Jordan och Hubbs 1925.  Sebastes thompsoni ingår i släktet Sebastes och familjen kungsfiskar. Inga underarter finns listade i Catalogue of Life.